# Erich Sielaff

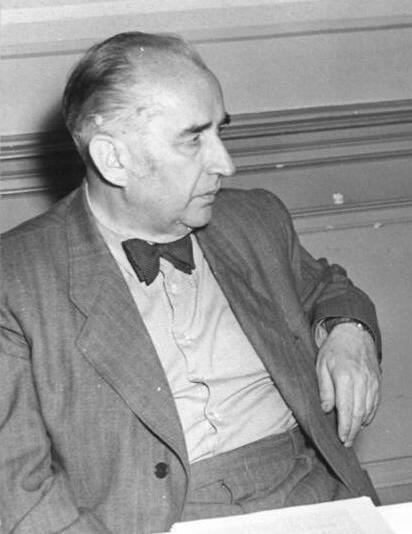
Sielaff am 7. Mai 1952 in Ostberlin

Erich Sielaff (* 22. November 1889 in Stettin; † 18. Februar 1960 in Rostock) war ein deutscher Literaturwissenschaftler und Volkskundler.

## Leben
Erich Sielaff wuchs in Stettin auf. Von 1906 bis 1909 besuchte er das Lehrerseminar in Pyritz. Im Ersten Weltkrieg diente er an der Front, wurde verwundet und kam dann ab 1915 als Lehrer an eine Stettiner Volksschule. Er bildete sich zum Mittelschullehrer weiter und wurde 1924 Lehrer an einer Mittelschule.
In seiner Heimatstadt Stettin engagierte Sielaff sich während der zweiten Hälfte der Weimarer Republik in der Bildungsarbeit: Er arbeitete in der Theatergemeinde Stettin, wurde 1927 Dozent an der von Erwin Ackerknecht gegründeten Stettiner Volkshochschule und lehrte für ein Semester an der 1932 in Stettin gegründeten Staatlichen Büchereischule.
Nach der Machtübernahme durch die Nationalsozialisten wurde Sielaff von seinen Ämtern in Stettin abgelöst und nach Pyritz versetzt.
Nach dem Zweiten Weltkrieg wurde Sielaff Hochschullehrer an der Universität Greifswald und der Universität Rostock. An letzterer wirkte er von 1949 bis 1951 als Direktor der Arbeiter-und-Bauern-Fakultät und übernahm 1951 bis zu seiner Emeritierung eine Professur an der Pädagogischen Fakultät.
In Rostock starb er am 18. Februar 1960.

## Werke (Auswahl)
- Kurd Schulz, Erich Sielaff: Die Schülerbücherei in der Volksschule. Verlag Bücherei und Bildungspflege, Stettin 1930.
- Erich Sielaff: Pommersche Sagen. Dürr’s Sammlung deutscher Sagen, Bd. 27. Hegel & Schade, Leipzig 1935.
- Erich Sielaff (Bearb.): Till Eulenspiegel. 1. Auflage: Rütten & Loening, Potsdam 1944. 2. Auflage: Rütten & Loening, Frankfurt am Main, Hamburg, 1955. Lizenzausgabe: Gerig Verlag, Königstein/Taunus 1995, ISBN 3-928275-32-1.
- Erich Sielaff (Bearb.): Maria Schweidler, die Bernsteinhexe. Der interessante aller bisher bekannten Hexenprozesse. Petermänken-Verlag, Schwerin 1953.
- Erich Sielaff (Bearb.): Die Schildbürger. Nach der 1. Ausgabe von 1598 und dem Narrenbuch von 1811 für die Jugend bearbeitet. Kinderbuchverlag, Berlin 1958. (zahlreiche Neuauflagen)
- Erich Sielaff: Karl May – Sein Leben und seine Bücher. Eine kritische Betrachtung. Kultusministerium DDR: Berlin 1955/6, 42 Seiten (war nicht im Buchhandel)